# キバナヨウラク

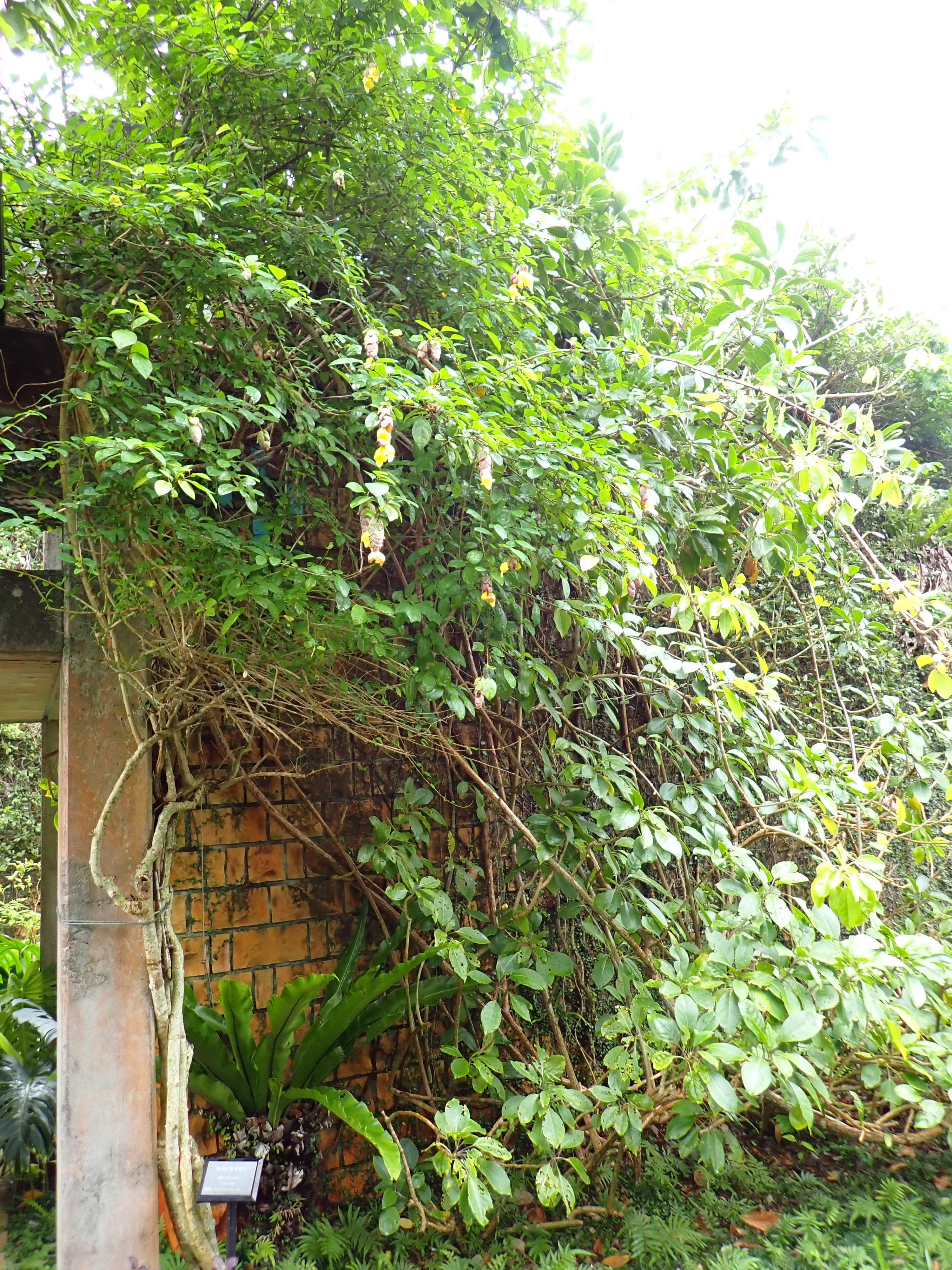
キバナヨウラク（2024年5月 沖縄県本部町 熱帯ドリームセンター）

キバナヨウラク（黄花瓔珞、学名：Gmelina philippensis）はシソ科の半落葉性・半つる性低木。過去のクロンキスト体系ではクマツヅラ科に分類されていた。属名はドイツの植物学者J. G. Gmelinにちなむ。シノニムの種小名hystrixはヤマアラシの意（※ 最新園芸大辞典にはハリネズミの様な刺毛を有すると記述）。

## 特徴
高さ5–6 mほど。幹にはブーゲンビレアのような鋭い刺がある。葉は長さ4–9 cmほどの楕円形で革質、対生する。花は黄色で、長さ4 cmほどの2枚の花弁をもち、赤褐色の苞に包まれた長さ10–15 cmほどの総状花序を形成し、その形は仏具の瓔珞に似る。開花期は6–10月。

## 分布、利用
フィリピン、タイ、ミャンマー、インド原産。沖縄県内では路地植えされ、公園樹などに用いられる。越冬温度10–13℃で、日本本土では温室などで栽培される。繁殖は挿し芽または実生による。